# Baszta
Baszta (polnisch für ‚Wehrturm‘) ist ein 156 m hoher Hügel auf King George Island im Archipel der Südlichen Shetlandinseln. An der Admiralty Bay ragt er zwischen dem Hügel Bastion und der Landspitze Blue Dyke auf.
Polnische Wissenschaftler benannten ihn.